# Sarah Hegazi
Sarah Hegazi (em árabe: سارة حجازي)(1989 — J13 de Junho de 2020), também escrito Hegazy or Higazy, foi uma activista lésbica egípcia. Ela foi detida, presa e torturada numa prisão egípcia durante três meses após erguer uma bandeira arco-íris num concerto de Mashrou' Leila no Cairo em 2017. Hegazi vivia no Canadá após requerer asilo, enquanto lidava com stress pós-traumático na sequência da tortura a que foi sujeita na prisão no Egipto.

## Primeira detenção
Em 22 de setembro de 2017, Sarah Hegazi participou de um espectáculo da banda Mashrou 'Leila, cujo vocalista, Hamed Sinno, é publicamente homossexual. Hegazi foi presa, em conjunto com um grupo de outras pessoas, por acenar uma bandeira do arco-íris em apoio aos direitos LGBT.  A sua prisão coincidiu com uma resposta repressiva de tolerância zero ao fim do apoio público aos direitos LGBT no Egipto . Hegazi referiu ter sido presa, espancada e abusada por outras reclusas. Ela foi libertada e recebeu uma multa de E £ 2.000 (US $ 113). 
Hegazi identificou-se como comunista. Enquanto vivia no Egipto apoiou o Partido Pão e Liberdade, e envolveu-se com a Rede Socialista da Primavera no Canadá. Hegazi referiu ter sido despedida de seu emprego por se opor ao regime de Abdul Fatah Khalil Al-Sisi no Egipto. Nove anos após a revolução egípcia de 2011, Hegazi escreveu que "o antigo regime tentará de tudo, até o sacrifício de ícones importantes do seu regime, a fim de permanecer no poder ou recuperar o poder", descrevendo o Presidente Al-Sisi como "o mais opressivo e ditador violento na nossa história moderna " e escrevendo que "os revolucionários acreditam que a luta é uma questão de classe". Hegazi escreveu que, em consequência da revolução não ter sido concluída por completo "a maioria de nós está agora num túmulo, na prisão ou no exílio". 

## Educação
Em 2010, Hegazi formou-se na Thebas Academy com um bacharelato em Sistemas de Informação e em 2016, formou-se na Universidade Americana no Centro de Educação Continuada do Cairo. Através do ensino à distância, Hegazi concluiu os certificados em "Luta pela Igualdade: 1950-2018", "Feminismo e Justiça Social", "Métodos de Pesquisa", "Diversidade e Inclusão no Local de Trabalho" e "Compreendendo a Violência" na Universidade da Columbia, na Universidade de Califórnia Santa Cruz, na Universidade SOAS de Londres, na Universidade de Pittsburgh e na Universidade de Emory.

## Morte e legado
Após a sua morte, uma carta atribuída a Hegazi, escrita em árabe, circulou nas redes sociais em Toronto, no Canadá.  A carta dizia: "Aos meus irmãos - tentei sobreviver e falhei, perdoem-me. Aos meus amigos - a experiência foi dura e eu sou fraca demais para resistir, perdoem-me. Ao mundo - foste muito cruel, mas eu perdoo-te."  A sua morte foi reportada em vários meios noticiosos internacionais, tendo sido recorrentes os  tributos ao seu activismo. Hamed Sinno partilhou uma homenagem a Hegazi no seu perfil no Facebook, que dizia "لروحك الحرية", ou "Liberdade para a sua alma". A revista socialista canadiana Spring publicou um obituário escrito por Valerie Lannon dizendo: "Lembro-me dela dizendo 'nunca me senti tão viva como durante a revolução'. Em sua homenagem, e para cumprir o nosso próprio sentido da vida, é nosso dever continuar a lutar pela revolução aqui, no Egipto e em todo o mundo."